# Kurt Edzard
Kurt Conrad Karl Edzard (* 26. Mai 1890 in Bremen; † 22. Oktober 1972 in Braunschweig) war ein deutscher Maler, Bildhauer und Hochschullehrer.

## Biografie
Kurt Edzard war der Sohn des Bremer Rechtsanwalts Conrad Edzard (1858–1930) und dessen Ehefrau Magda Edzard geb. Melchers (1864–1947). Er war ein Bruder des Malers Dietz Edzard (1893–1963) und des Langstreckenfliegers Cornelius Edzard (1898–1962), der berühmt wurde mit Weltrekorden im Dauerfliegen und ab 1933 Direktor des Flughafens Bremen war. Er hatte einen Sohn Andreas Edzard (1941–2023) und einen Enkelsohn Roland Edzard (* 1980).
Kurt Edzard war drei Mal verheiratet:
1. mit der Polospielerin Ellen genannt Ellenka Retemeyer-Ketschendorf (1899–1989), die 1932 in zweiter Ehe den Springreiter, Olympia-Medaillengewinner und Polotrainer Wilhelm Graf von Hohenau (1884–1957) heiratete und 1950 mit ihrem 30-tägigen Pilgerritt vom Kloster Ettal zum Vatikanpalast in Rom auf große öffentliche Aufmerksamkeit stieß[1]
2. mit Lena Gildemeister (Hofmann-Degener) (1905–1995), mit der er den Sohn Christoph (1926–1934) und die Tochter Silvia (von Hagen-Lawson) (1928–2007) hatte[2]
3. mit Franziska genannt Franzis Albrecht (1903–1982), mit der er 1941 den Sohn Andreas bekam[3].

Er wurde auf dem Riensberger Friedhof in Bremen im Familiengrab Melchers (seiner Großeltern mütterlicherseits) beigesetzt (Planquadrat AA 036a).

### Ausbildung und Beruf
Edzard studierte Bildhauerei bei Hermann Volz und Wilhelm Gerstel an der Kunstakademie Karlsruhe.
Anschließend war er bis 1911 in Berlin tätig. 1912 ging er nach Paris, wo er auch die Académie Julian besuchte und sich mit Ernesto de Fiori und Hermann Haller befreundete. 1914 verließ er Paris, im Ersten Weltkrieg wurde er Flieger und er bildete seinen Bruder Cornelius aus. Nach dem Krieg wohnte er in Berlin und teilte sich mit Ernesto de Fiori und Hermann Haller das ehemalige Atelier des 1919 verstorbenen Louis Tuaillon. Jeweils in den Wintermonaten war auch Fritz Huf in diesem Atelier tätig.
Von 1925 bis 1928 war Edzard Professor der Bildhauerklasse an der Karlsruher Kunstakademie und kehrte anschließend vorübergehend nach Berlin zurück, ehe er 1928/1929 erneut nach Paris übersiedelte. Etwa ein Jahrzehnt lang war er in Paris (bis 1934), Berlin (1934/1935) und London (1935–1938) freischaffend tätig und machte sich als Porträtist einen Namen. Alfred Flechtheim nahm ihn 1930 als Künstler seiner Galerie auf und integrierte zuletzt im Mai und Juni 1932 eine Plastik Edzards in eine Gruppenausstellung – zu einem Zeitpunkt, als er und seine Galerie bereits hetzerischen Anfeindungen von Seiten der Nationalsozialisten ausgesetzt war. Viele Arbeiten Edzards aus den 1920er Jahren weisen eine „große stilistische Nähe“ zu den von den Nazis als „entartet“ diffamierten Arbeiten des ehemaligen Berliner Atelierkollegen de Fiori auf.
In der Zeit des Nationalsozialismus war Edzard Mitglied der Reichskammer der bildenden Künste. Für diese Zeit ist seine Teilnahme an 11 Gruppenausstellungen sicher belegt, darunter 1944 die Große Deutsche Kunstausstellung in München mit einer Porträtbüste seines Sohnes Christoph.
1938 kehrte Edzard nach Berlin zurück. 1944 wurde er – möglicherweise auf Betreiben von Arno Breker, mit dem er seit dem zweiten Parisaufenthalt befreundet war – in die Gottbegnadeten-Liste der wichtigsten Künstler des NS-Staats aufgenommen und war dadurch von einem Fronteinsatz freigestellt.
1946 wurde er Professor am Fachbereich Architektur an der Technischen Hochschule Braunschweig. Dort hatte er den Lehrstuhl für Modellieren und Aktzeichnen inne.

### Werk
Edzard interessierte sich in Paris zuerst für Auguste Rodin und Aristide Maillol, fand seinen Wegweiser dann aber vor allem in Charles Despiau. Angezogen von den reinen Linien der ägyptischen Plastik, schaffte er existenzielle Figuren: Den menschlichen Körper, fein und dünn, aufrecht, sitzend oder liegend, still und statisch konstruktiv. Sein Thema ist Anmut und Stille. Kaum merklich archaisierend und auch Deformierungen zulassend, bildete Edzard schmale, stilisierte Körper, die zwangsläufig sehr jugendlich wirken. So sind die weiblichen Figuren, die Edzard dreimal häufiger thematisiert als männliche, fast immer mädchenhaft: von „zarter Lebendigkeit“ und manchmal „Verletzlichkeit“ – selten erotisch. Seine Figuren sind hauptsächlich klein, die größten unterlebensgroß.

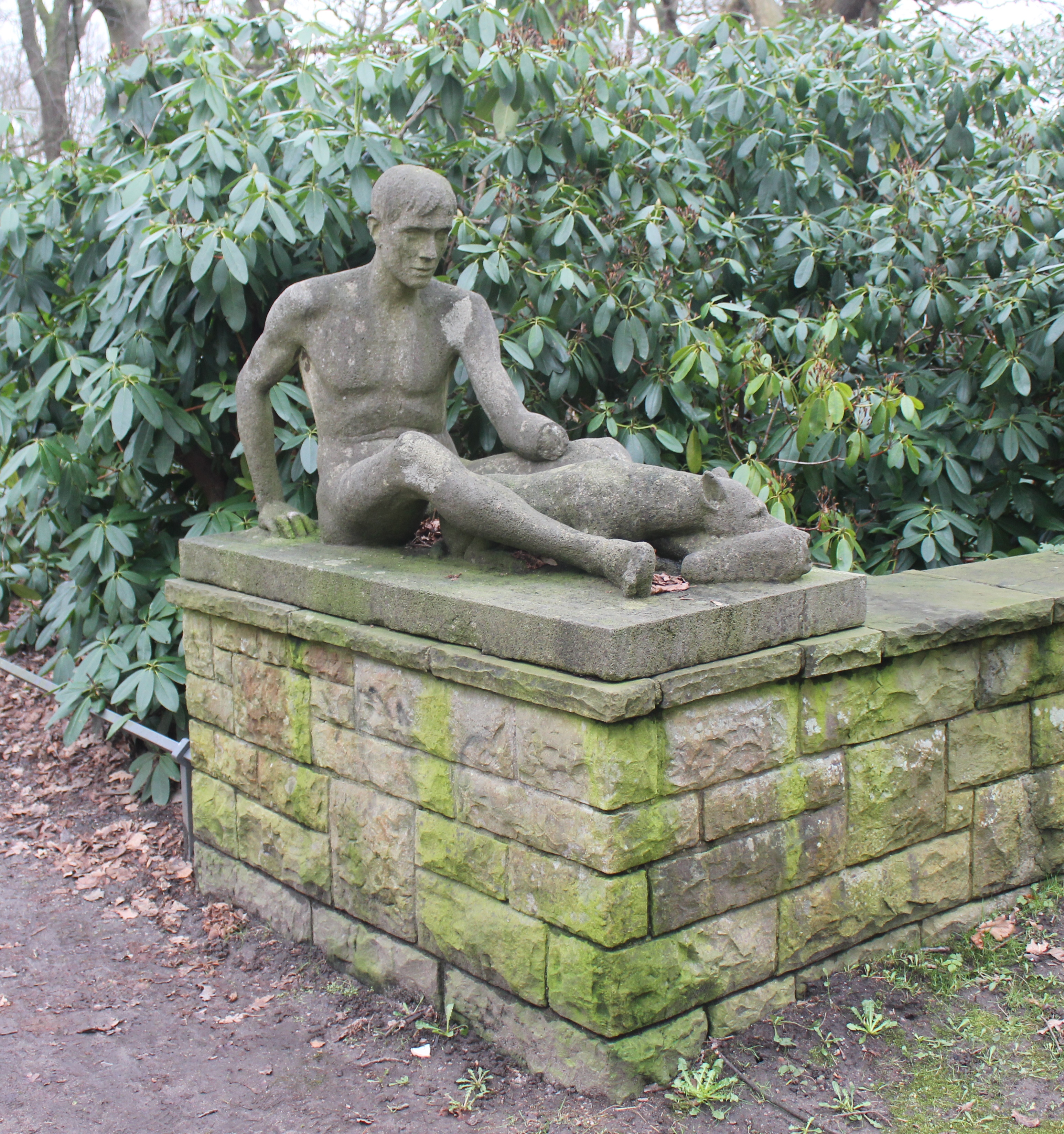
Mann mit Hund (1925) am westlichen Eingang von Schröders Elbpark

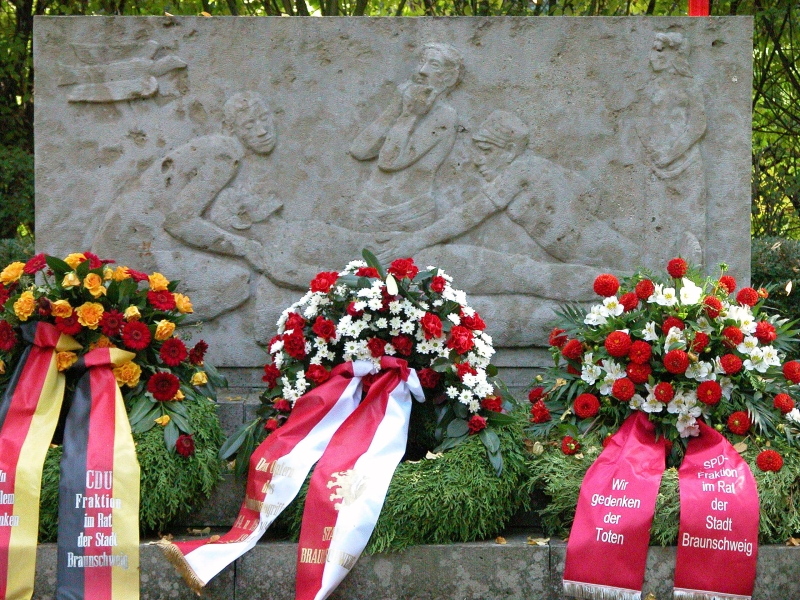
„Den Toten des Krieges, der Gewaltherrschaft, der Vertreibung“ (1962) auf dem Hauptfriedhof Braunschweig

Zwei seiner Figuren aus Muschelkalk, die seit 1925 im Park des Wohnhauses von Sigmund Gildemeister in Hamburg-Hochkamp gestanden hatten, wurden 1956 in den Eingang von Schröders Elbpark unterhalb der Elbchaussee / Einmündung Schlagbaumtwiete versetzt.
Edzards Werke standen für die „junge Skulptur“, wie die von Hermann Haller, Ernesto de Fiori oder Alberto Giacometti im Kreis der internationalen Künstler des Café du Dôme in Paris. Erfolge hatte er in den 1920er und den 1930er Jahren. Bildnisaufträge blieben ein Schwerpunkt während der folgenden, jeweils einige Jahre dauernden Aufenthalte in Paris und London und auch in der Zeit, die er während des Zweiten Weltkriegs wieder in Berlin verbrachte. Seine Modelle waren Aristokraten, Boxer, Schauspieler oder Sänger. Er stellte in den wichtigen Galerien und Salons aus.
Die Bremer Kunsthalle besitzt folgende Werke von Kurt Edzard:
- Weiblicher Halbakt, Gemälde, undatiert
- Bildnis der Frau des Künstlers, um 1918
- Bildnis Hermann Strohm, um 1918
- Große Stehende, 1919
- Büste eines Knaben, um 1920
- Stehende Frau, 1920
- Liebespaar, 1921
- Porträt M. H. (Frauenkopf), 1923
- „Nuna“ (große Stehende), 1923
- Liegender Akt, 1925
- Amphitrite, 1929
- Frau mit aufgestütztem Arm (Brustbild), 1949
- Kretisches Mädchen, 1959
- Liegende Frau, undatiert
- Männliches Bildnis, undatiert

Edzards Figurenauffassung entsprach nicht dem üblichen nationalsozialistischen Menschenbild und lief Gefahr als entartet zu gelten. Sein Name befand sich dennoch auf der Gottbegnadeten-Liste und somit wichtigsten Künstler des NS-Staats. Er war seit den ersten Pariser Jahren eng befreundet mit Arno Breker. 1934 gestaltete Breker eine Bronzebüste von Edzard.
In den 1940er Jahren wurde sein etwas impressionistischer Stil einfacher und stark reduzierend. Die statische Form – meditierend, erdhaft und ausgewogen – blieb das Wesentliche seines Werks, das man in verschiedenen deutschen Museen und Privatsammlungen findet.